# 哈米迪亚集市
哈米迪亚集市（阿拉伯语：‎）是叙利亚最大的一个集市，位于大马士革旧城内，毗邻大马士革城堡。该集市开始于 Al-Thawra 街，结束于倭马亚大清真寺广场。
该集市内有著名的巴格达什冰激凌店。